# Флаг Ягельного
Флаг муниципального образования посёлок Ягельный Надымского района Ямало-Ненецкого автономного округа Российской Федерации — опознавательно-правовой знак, служащий официальным символом муниципального образования.
Ныне действующий флаг утверждён 19 сентября 2012 года решением Собрания депутатов муниципального образования посёлок Ягельный № 180 и 2 июля 2012 года внесён в Государственный геральдический регистр Российской Федерации с присвоением регистрационного номера 7795.

## Описание
«Прямоугольное полотнище с отношением ширины к длине 2:3, разделённое на синюю и белую части восходящей от древка волнообразной полосой общей шириной 1/10 ширины полотнища, разделённой на две равные полосы — белую и голубую. На полотнище воспроизведены изображения фигур из герба посёлка Ягельный, выполненные жёлтым, чёрным, синим и белым цветом».
Геральдическое описание герба гласит: «В лазоревом и серебряном поле, разделённом узкой волнистой левой перевязью, просечённой переменными цветами, в лазури — выходящий вправо и вверх золотой безант; и поверх всего — чёрный глухарь, токующий на кедровой ветке того же цвета, сопровождаемый справа вверху серебряным пламенем, а слева внизу — лазоревой снежинкой».

## Обоснование символики
Посёлок Ягельный возник во время строительства компрессорной станции на газопроводе Уренгой — Ужгород. Вокруг строительной площадки в изобилии произрастал ягель. Так в 1983 году на карте Надымского района появился посёлок с романтичным названием Ягельный.
На протяжении более 20 лет неофициальным, устоявшимся символом посёлка Ягельный является изображение глухаря, которое использовалось и как символ Ягельного ЛПУ МГ — градообразующего предприятия посёлка.
Глухарь — символ мудрости, процветания и благополучия.
Синяя снежинка на белом части полотнища — символизирует расположение посёлка в северных широтах, с длительной зимой, морозами и снежными метелями.
Язык пламени — символ голубого топлива — газа, который поставляют в разные регионы России и зарубежные страны жители и рабочие посёлка Ягельный.
Волнистый пояс — символ реки Левая Хетта, на которой стоит посёлок.
Синий цвет (лазурь) — символ возвышенных устремлений, искренности, преданности, возрождения.
Белый цвет (серебро) — символ чистоты, совершенства, мира и взаимопонимания; цвет бескрайних северных просторов.
Жёлтый цвет (золото) — символ высшей ценности, величия, великодушия, богатства.
Чёрный цвет символизирует благоразумие, мудрость, скромность, честность.

## История
Первый флаг муниципального образования посёлок Ягельный был утверждён 16 марта 2011 года решением Собрания депутатов муниципального образования посёлок Ягельный № 133.
Флаг был разработан тем же авторским коллективом, что и у нынешнего флага, и представлял собой:
«Прямоугольное полотнище с отношением ширины к длине 2:3, разделённое на синюю и белую части восходящей волнообразной полосой общей шириной 1/10 ширины полотнища, разделённой на четыре полосы — белую, голубую, белую и голубую (в отношении 2:1:1:2); средняя линия полосы делит край у древка в отношении 13:2, а свободный край — в отношении 3:7. На полотнище воспроизведены изображения фигур из герба посёлка, выполненные жёлтыми, чёрными, синими и белыми цветами».
Геральдическое описание герба гласило: «В лазорево-серебряном поле, разделённом серебряно-лазоревым косвенным слева поясом, волнистым и трижды просечённым (внутренние пояса вдвое уже внешних), в лазури — выходящий из-за пояса золотой безант; поверх пояса, сверху в золоте, внизу в серебре — чёрный глухарь, сидящий на кедровой ветке того же цвета и токующий; всё сопровождено справа вверху пламенем, отчасти в цвет поля, а сверху и внутри серебряным, слева внизу — лазоревой снежинкой».
19 сентября 2012 года, в целях устранения замечаний Геральдического совета при Президенте Российской Федерации, решением Собрания депутатов муниципального образования посёлок Ягельный № 180, был утверждён новый (ныне действующий) флаг. Данное решение распространяется на правоотношения, возникшие с 1 июля 2012 года.